# Världscupen i backhoppning 2015/2016

## Sammanlagt herrar
| #   | Namn                 | Poäng |
| --- | -------------------- | ----- |
| 1.  | Peter Prevc          | 2303  |
| 2.  | Severin Freund       | 1490  |
| 3.  | Kenneth Gangnes      | 1348  |
| 4.  | Michael Hayböck      | 1301  |
| 5.  | Johann André Forfang | 1240  |
| 6.  | Stefan Kraft         | 1006  |
| 7.  | Daniel-André Tande   | 985   |
| 8.  | Noriaki Kasai        | 909   |
| 9.  | Richard Freitag      | 680   |
| 10. | Anders Fannemel      | 670   |

## Sammanlagt damer
| #   | Namn                       | Poäng |
| --- | -------------------------- | ----- |
| 1.  | Sara Takanashi             | 1610  |
| 2.  | Daniela Iraschko-Stolz     | 1139  |
| 3.  | Maja Vtič                  | 908   |
| 4.  | Jacqueline Seifriedsberger | 695   |
| 5.  | Chiara Hölzl               | 632   |
| 6.  | Maren Lundby               | 586   |
| 7.  | Irina Avvakumova           | 572   |
| 9.  | Yūki Itō                   | 505   |
| 8.  | Ema Klinec                 | 426   |
| 10. | Špela Rogelj               | 415   |